# Василије Романович
Василије Романович (Кијев, око 1718 – Хопово, 1773) је био руски, односно украјински сликар, иконописац, живописац и портретиста. Звали су га Василије из Мале Русије.

## Биографија
Студирао је на Духовној академији Кијево-печерске лавре, која је у то време била велики центар православне теолошке мисли, педагогије, издавачке делатности и уметности и где је настао словенски барок.
Године 1737. са непуних двадесет година је сликао сцене страшног суда и апокалипсе у Претеченско-Борисоглебској цркви у Кијеву. Мада је уништено у пожару, ово његово дело се сматра најзначајнијим спомеником кијевског монументалног сликарства из епохе барока.
Четрдесетих година 18. века је дошао у Карловачку митрополију, доневши са собом искуства барокизираног словенског сликарства ослоњеног на западноевропске предлошке, при чему се традиционално религиозне теме приказују у оквирима историјског сликарства и реалистичким приступом.
Наиме, традиционални иконографски мотиви по српско-византијским узорима из старијег средњег века, временом су се мењали под све већим утицајем реализма. Међутим, Срби у Хрватској су се веома резервисано односили према уношењу западњачких елемената у српску уметност због покушаја унијаћења, али су они у другој половини 18. века ипак преовладали, не само услед све веће повезаности српског вишег свештенства са Бечом, где су Срби све чешће долазили на школовање, већ и преко веза са Русијом, у којој је Петар Велики настојао да тековине западне културе искористи за унапређење руске културе, што се одразило и у црквеној иконографији.
Василије Романович је претежно боравио у западним областима Карловачке митрополије. У то време је настао портрет пакрачког епископа Софронија Јовановића, као и две реплике истог.
По наруџбини епископа урадио је и иконе за иконостас придворне цркве у Пакрацу (1757–1758). Готово сигурно је он довршио иконостас у саборној цркви Свете Тројице у Пакрацу, а вероватно му је била поверена и израда зидних слика у саборници, које су нестале у последњој деценији 18. века, у реформи коју је спровео загребачки архитекта Херман Боле. Барокни грб Пакрачко-славонске епархије, који су носила два анђела, на чеоној фасади Романович је израдио са још једним својим неименованим сарадником.
Верује се да су неколико икона на платну већег формата, као што су „Тајна вечера“ и „Света Тројица“, настале у време његовог боравка у Пакрацу.
Управо захваљујући вези са епископом Софронијем, у то време је добио велики посао на изради иконостаса у манастиру у Доњој Обријежи, Доњим Граховљанима код Дарувара и у Слатинском Дреновцу, код Ораховице, његов једини сигнирани иконостас, из 1758. кога су спалиле усташе 1941. у Другом светском рату. Непосредно пред рат, историчар уметности, Иван Бах, је обишао цркву и снимио иконостас у целини, али и престоне иконе и двери посебно. Захваљујући његовим снимцима сачувана је успомена на ово Романовичево дело.
Нагла смрт епископа Софронија у децембру 1757. је прекинула њихову сарадњу.
Године 1758. године је први пут боравио у манастиру Хопово, као гост братства. Године 1759. је радио на осликавању иконостаса у цркви Арханђела  Михаила и Гаврила у Костајници. Исте године је израдио портрет новог пакрачког епсикопа Арсенија Радивојевића, као и више икона.
Приписује му се неколико сликарских радова у црквама у Срему, као што су иконе на царским дверима из манастира Бешеново, довршене 1770, иконе са ликовима апостола Томе и Луке из цркве села Свилош, иконе са сценама из  Христовог и Богородичиног живота из ризнице Саборне цркве у Сремским Карловцима и иконе са фигурама апостола које су припадале иконостасу цркве манастира Велика Ремета из 1753., који није сачуван. Године 1771. је урадио две велике композиције на платну „Тајна вечера“ и „Вечера у дому Симона фарисеја“, за трпезарију у манастиру Хопово.
Поново се 1766. вратио у манастир Хопово, као искушеник, где се претпоставља да је остао до краја живота.